# Malcolm Wallop
Malcolm Wallop, född 27 februari 1933 i New York i New York, död 14 september 2011 i Big Horn i Sheridan County i Wyoming, var en amerikansk republikansk politiker. Han var ledamot av USA:s senat för delstaten Wyoming 1977–1995. Han var den första medlemmen i justitieutskottet i USA:s senat som inte var jurist.
Wallop var sonson till en brittisk adelsman, Oliver Henry Wallop, 8:e earl av Portsmouth. Han hade dessutom djupa rötter i Big Horn, Wyoming, även om han föddes i New York och avlade sin grundexamen vid Yale University. Efter studierna tjänstgjorde han i USA:s armé 1955-1957.
Han blev 1969 invald i Wyomings representanthus, underhuset i delstatens lagstiftande församling. Han omvaldes en gång och var sedan ledamot av delstatens senat 1973-1976.
I 1976 års kongressval besegrade han den sittande senatorn Gale W. McGee. McGee hade varit ledamot av USA:s senat i tre mandatperioder. Wallop omvaldes relativt lätt 1982, medan han 1988 vann sin tredje mandatperiod med knapp marginal. Han bestämde sig för att inte kandidera för en fjärde mandatperiod. Wallop efterträddes 1995 av partikamraten Craig Thomas.
Han grundade 1995 Frontiers of Freedom Institute som förespråkar låga statsutgifter. Han arbetade 1996 som kampanjchef i Steve Forbes presidentkampanj. Wallop var verksam både som affärsman i Wyoming och som chef för Frontiers of Freedom Institute i Virginia.